# علی خان مکری
علی خان مکری (۱۲۷۵ بوکان - ۱۳۱۱ تبریز) مالک و حاکم شهر بوکان (۱۲۹۳–۱۳۰۵) یک نظامی کُرد در زمان سلطنت احمدشاه قاجار و رضاشاه پهلوی بود. او آخرین سردار مکری از خانواده عزیزخان بود. بوکان از املاک مورثی خاندان سردار بود که از سال ۱۲۹۳ شمسی تا سال ۱۳۰۵ مالک آن بود.
علی خان مکری بابامیری آخرین سردار منطقهٔ بوکان و از نوادگان عزیزخان سردارکُل سپاه ناصرالدین شاه قاجار بود که پس از مرگ پدرش (محمدحسین خان) در روسیه در دانشکدهٔ افسری به تحصیل علوم نظامی مشغول بوده است. او فردی آراسته و خوش ظاهر و قیافه و با تحصیلات عالیه بود. به محض شنیدن خبر اعدام پدرش در مراغه، از شهر تفلیس گرجستان به ایران برگشت.
او به جای محمدحسین خان امور منطقه ساوجبلاغ مکری را در دست گرفت و بنا به رسم موروثی از طرف دولت ایران به لقب سرداری و به عنوان فرماندار ساوجبلاغ مکری و توابع منصوب شد. علی‌خان همانند رسم گذشتهٔ خاندانش در بوکان و در ساختمان قلعهٔ سردار اقامت کرده بود. نقل می‌شود که او نخستین کسی بود، دوربین عکاسی را به هنگام بازگشت به ایران به منطقهٔ مکریان آورده است.
علی خان شخصی خوش گذران و مهمان‌دوست بود که بعدها دچار بدهی شد و به اجبار بوکان را به علی‌آقا ایلخانی‌زاده واگذار کرد. او از بوکان به روستای سردار آباد نقل مکان کرد و با دختری ارمنی ازدواج کرد و رسماً از فرمانداری ساوجبلاغ و کار دولتی کناره‌گیری کرد.
در دوران حکومت او در مُکریان، او در قلمرو خود که مسئول امنیت و آرامش آن را به‌عهده داشت. عشایر پشدر عراق با رهبری بابکرآغای پشدر به مرز سردشت تجاوز کردند و او برای مقابله و راندن آن‌ها از سردشت اقدام کرد.
علی‌خان در اثر ابتلاء به بیماری خناق و مؤثر نبودن معالجه‌اش در تبریز و در سال ۱۳۱۱ شمسی درگذشت و توسط نزدیکانش، پیکر او را به بوکان در آرامگاهی که خانواده‌اش دفن شده بودند، به خاک سپرده شد. با مرگ او، سلسلهٔ سرداران مکری و خانوادهٔ عزیزخان به پایان رسید و علی‌خان صاحب فرزندی نبود.

## نگارخانه

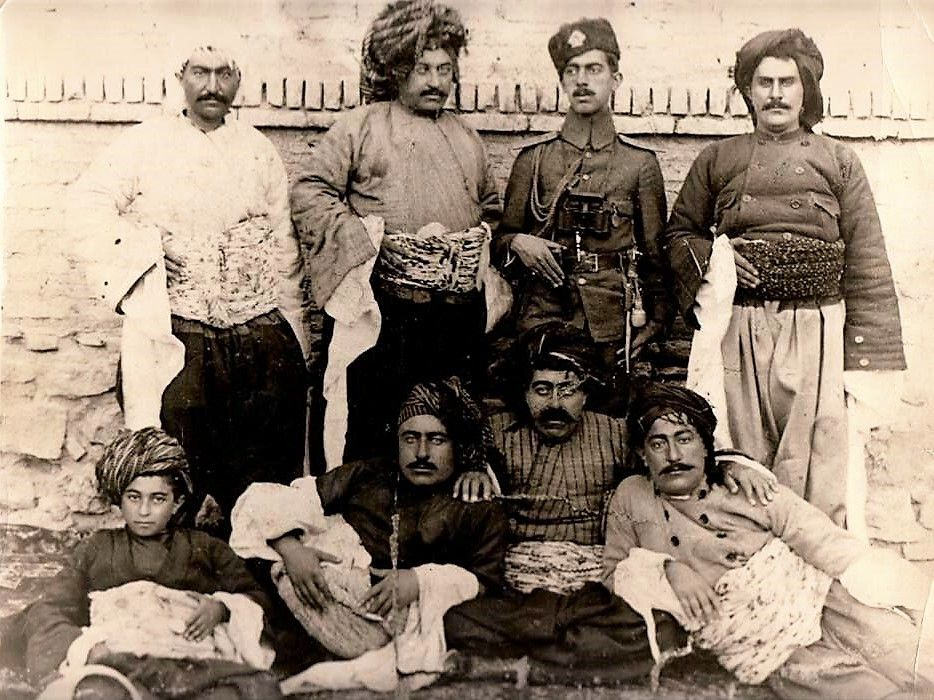
علی خان مکری و امیر اسعد رئیس ایل دهبکری، قلعه سردار بوکان، ۱۳۰۱
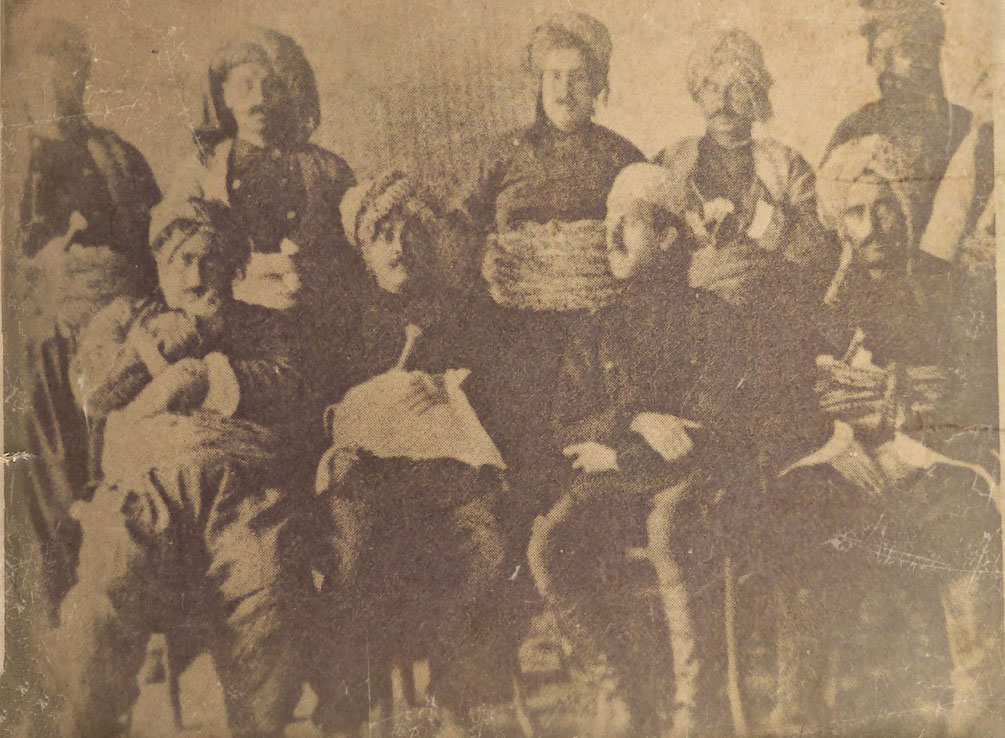
علی‌خان مکری و اعضای کابینه سردار مکری
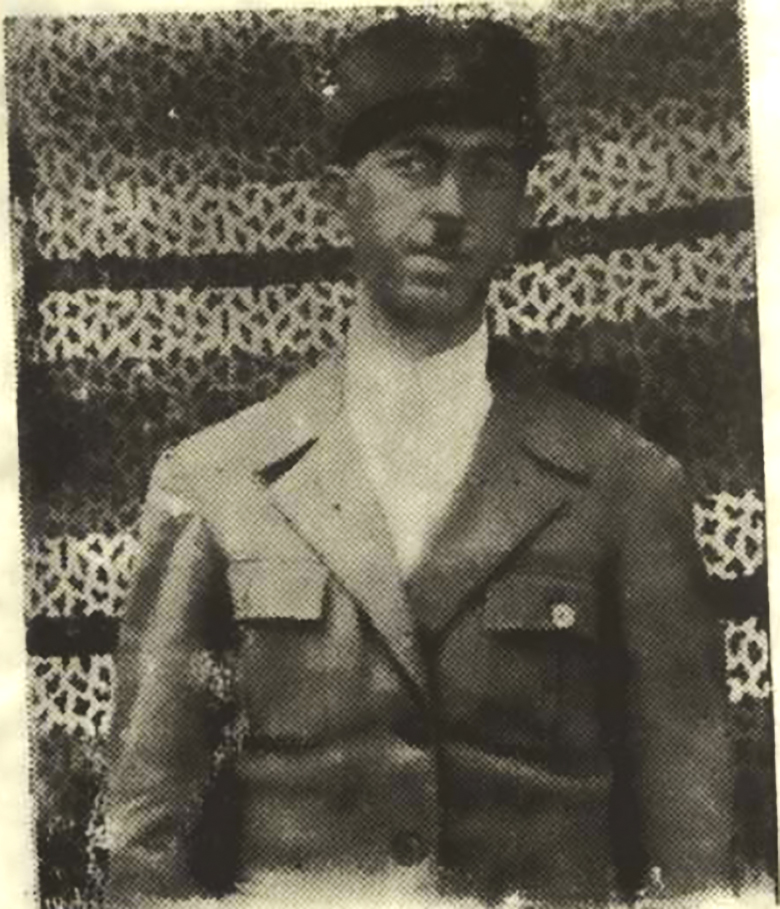
علی خان با لباس نظامی دوره پهلوی. ۱۳۰۹ شمسی
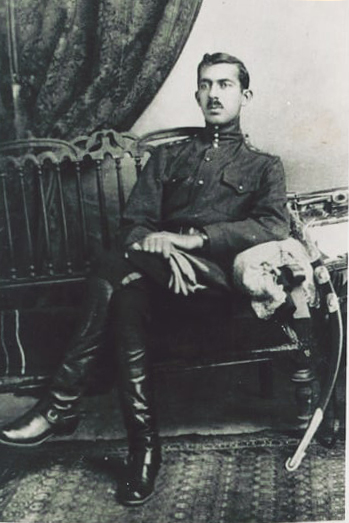
علی خان مکری با لباس نظامی و شمشیر